# Pandanus crinifolius
Pandanus crinifolius är en enhjärtbladig växtart som beskrevs av Ugolino Martelli. Pandanus crinifolius ingår i släktet Pandanus och familjen Pandanaceae. Inga underarter finns listade.